# امبر مریت
امبر مریت (انگلیسی: Amber Merritt؛ زادهٔ ۱۷ فوریهٔ ۱۹۹۳) ورزشکار بسکتبال اهل استرالیا است.
وی در مسابقات کشوری و بین‌المللی در مجموع برندهٔ ۳ مدال نقره شده‌است.